# Ptochophyle stolida
Ptochophyle stolida là một loài bướm đêm trong họ Geometridae.